# Tilda Newra
Tilda Newra è una suddivisione dell'India, classificata come municipality, di 26.637 abitanti, situata nel distretto di Raipur, nello stato federato del Chhattisgarh. In base al numero di abitanti la città rientra nella classe III (da 20.000 a 49.999 persone).

## Geografia fisica
La città è situata a 21° 33' 0 N e 81° 46' 60 E e ha un'altitudine di 278 m s.l.m..

## Società

### Evoluzione demografica
Al censimento del 2001 la popolazione di Tilda Newra assommava a 26.637 persone, delle quali 13.488 maschi e 13.149 femmine. I bambini di età inferiore o uguale ai sei anni assommavano a 4.210, dei quali 2.148 maschi e 2.062 femmine. Infine, coloro che erano in grado di saper almeno leggere e scrivere erano 16.767, dei quali 9.753 maschi e 7.014 femmine.